# Barbara Trzeciak-Pietkiewicz
Barbara Irena Pietkiewicz z domu Trzeciak (ur. 27 sierpnia 1945 w Kaliszu, zm. 29 czerwca 2024) – polska dziennikarka radiowa i telewizyjna oraz producentka, realizatorka i scenarzystka filmów dokumentalnych.

## Życiorys
W 1963 ukończyła III Liceum Ogólnokształcące w Kaliszu, a następnie studia prawnicze na Uniwersytecie Wrocławskim i podyplomowe studium dziennikarskie na Uniwersytecie Warszawskim.
Podczas wydarzeń Marca 1968 w kierownictwie strajku studenckiego. Do 1981 była reporterką i prezenterką wrocławskiego programu informacyjnego oraz kierownikiem redakcji w OTV Wrocław. W stanie wojennym była internowana od 22 grudnia 1981 do 6 marca 1982 (we Wrocławiu, Gołdapi i Darłówku). Dorabiała, prowadząc budkę z lodami we wrocławskim zoo. Przed wyborami do Sejmu kontraktowego w czerwcu 1989 działała we wrocławskim Komitecie Obywatelskim „Solidarność”.
Była dyrektor (1990–1993) Radia i Telewizji Wrocław (w PR Wrocław pracowała wcześniej w latach 1969–1977, a w Telewizji Wrocław od 1977 do 1981), potem dyrektor TVP2, następnie od 1993 dyrektor programowa w Polsacie, później prezes zarządu TV4, wreszcie członkini Rady Fundacji Polsat.
Laureatka International Emmy Award w kategorii Arts Programming w 2005 za film Holocaust. A music memorial film from Auschwitz (którego była producentką z ramienia TVP) oraz nagród i wyróżnienia na Przeglądzie Filmów o Sztuce w Zakopanem (w latach 1972–1974).

### Życie prywatne
Ze związku z architektem Jerzym Pietkiewiczem (brat Antoniego Pietkiewicza) miała córkę Monikę Richardson; siostrzeńcem jej męża jest Piotr Kraśko.
Barbara Trzeciak-Pietkiewicz została pochowana na  cmentarzu Grabiszyńskim we Wrocławiu.